# Algemene Nederlandse Metaalbewerkersbond

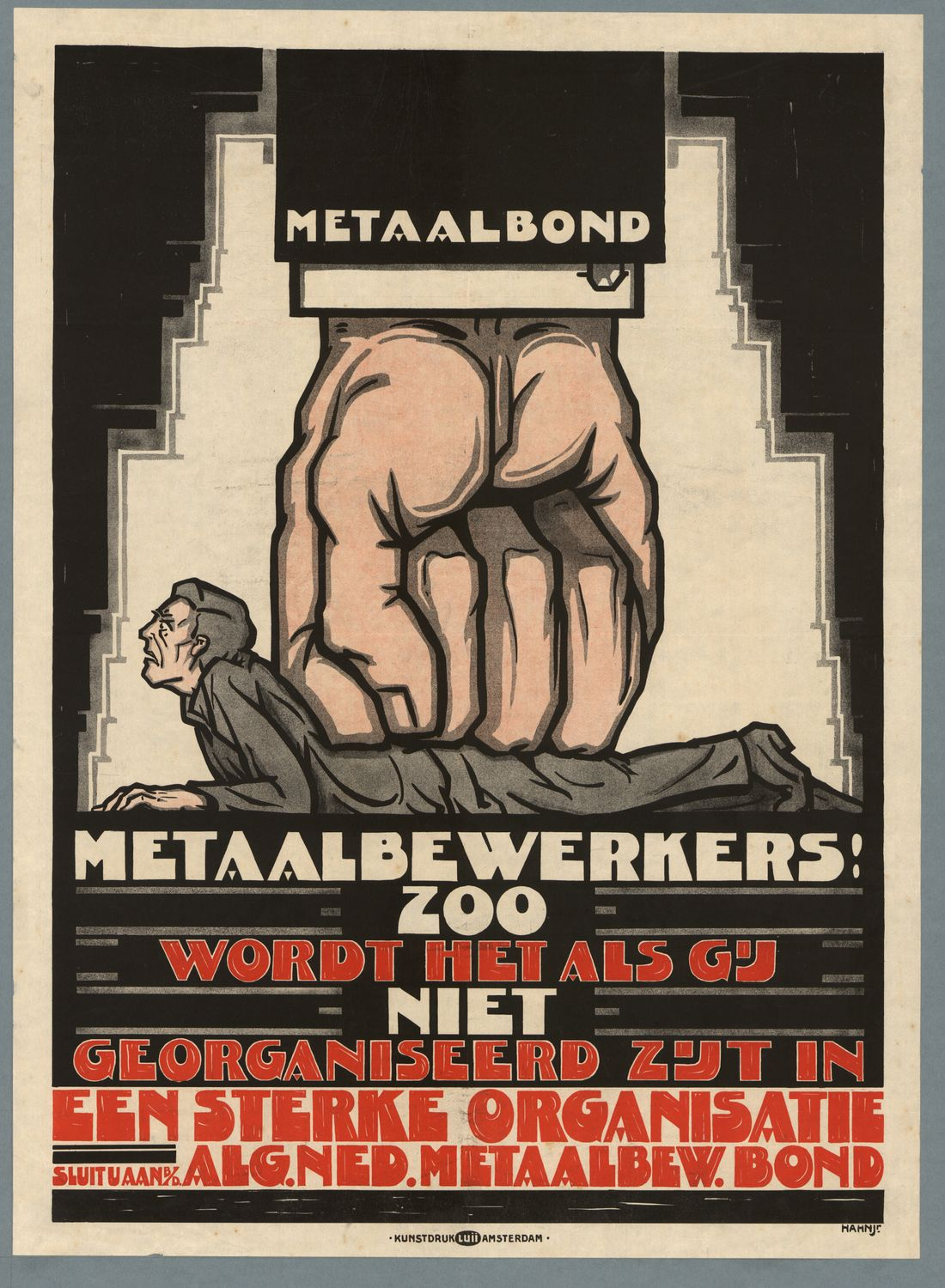
Poster ontworpen door Albert Hahn jr., 1920

De Algemene Nederlandse Metaalbewerkersbond (of Algemene Metaalbewerkersbond) was een Nederlandse vakbond, en is in 1886 opgericht. In 1951 werd de bond hernoemd tot de Algemene Nederlandse Metaalbedrijfsbond en in 1956 tot de Algemene Nederlandse Bedrijfsbond voor de Metaalnijverheid en de Electrotechnische Industrie. In 1958 fuseerde de ANMB met de Algemene Nederlandse Diamantbewerkersbond, en uiteindelijk ging de bond in 1971 op in de fusiebond Industriebond-NVV.

## Voorzitters
- ~1910 - 1916: W.F. Dekkers[1][2]
- 1916 - 1936[3]: Piet Danz
- 1937 - 1950: Henk van den Born
- 1950 - 1953: Kees van Wingerden
- 1953 - 1959: Dirk Willem van Hattem
- 1959[4] - 1965: Ies Baart
- 1965 - 1970: Maarten Zondervan
- 1970 - 1971: Arie Groenevelt